# Fort Myers
Fort Myers é uma cidade localizada no estado norte-americano da Flórida, no condado de Lee, do qual é sede. Foi incorporada em 24 de março de 1886.
Esta cidade, junto com Cape Coral, formam a Cape Coral-Fort Myers MSA (área central urbanizada) do Condado de Lee. A população para a área metropolitana era de 593 136 habitantes em julho de 2008.
Fort Myers é o centro histórico e governamental do condado de Lee. É a porta de entrada para o sudoeste da Flórida, que é a região com maior número de turistas do estado. Ela está localizada a 190 km do sul de Tampa, no ponto de encontro do Golfo do México com o rio Callsahatchee. As casas de inverno de Thomas Alva Edison (Seminole Lodge) e de Henry Ford (The Mangoes) são duas das principais atrações turísticas da região e elas estão localizadas no McGregor Boulevard de Fort Myers. A cidade é a casa atual de treinos na primavera do Boston Red Sox e Minnesota Twins.
Em 13 de Agosto de 2003, Fort Myers foi atingido durante pelo furacão Charley, um furacão de categoria 4 que atingiu o norte da área. Em 2005, o furacão Wilma bateu no sul de Naples, mas de todo modo causou grandes estragos em Fort Myers e em seus subúrbios ao sul.
O Aeroporto Internacional do Sudoeste da Flórida (Southwest Florida International Airport - RSW) está localizado a sudeste da cidade em South Fort Myers, perto de Gateway e Lehigh Acres.

## História
O primeiro residente conhecido de Fort Myers foi Manuel Gonzalez, um espanhol da Província das Astúrias que chegou via Cuba no século XIX.
O Fort Myers foi construído em 1850 como um forte militar para conter os índios seminoles que estavam massacrando os pouco colonos estabelecidos na área. Recebeu o nome do coronel Abraham C. Myers, que serviu na Florida por sete anos e era genro do fundados e comandante do forte. Em 1858, após anos de guerrilha, o chefe seminole  Billy Bowlegs (Perna Torta) e seus guerreiros foram persuadidos a se render e mover-se para o oeste e o forte foi abandonado. O riacho Billy, que desagua no rio Caloosahatchee e corre entre Dean Park e Fort Myers Broadcasting, foi denominado em razão de um acampamento temporário onde Billy Bowlegs e seus homens aguardaram barcos que os levaram para o oeste. O forte ficou abandonado até 1863, quando um pequeno número de militares da União reocuparam-no durante a Guerra Civil. Em 1865, o forte foi atacado sem sucesso por um pequeníssimo grupo de confederados. Depois da guerra, o forte ficou novamente deserto.
Os primeiros colonos chegaram em 1866, mas  somente depois de 1882 a cidade experimentou um significante influxo de colonos. Em 1885, quanto Fort Myers foi incorporada (isto é, organizada administrativamente), era, depois de Tampa, a segunda cidade da costa oeste da Flórida ao sul de Cedar Key, maior até que Clearwater e Sarasota, cidades também em expansão na época.
Fort Myers ficou nacionalmente conhecida pela primeira vez com a construção do The Royal Palm Hotel em 1898. Mas o que realmente desencadeou o crescimento da cidade foi a construção da Tamiami Trail Bridge sobre o rio Caloosahatchee em 1924. Depois disso, a cidade experimentou sua primeira explosão no campo imobiliário e muitos bairros e comunidades surgiram pela cidade e seus arredores.

## Geografia
De acordo com o United States Census Bureau, a cidade tem uma área de 126,9 km², onde 103,5 km² estão cobertos por terra e 23,4 km² por água.

### Clima
A National Oceanic and Atmospheric Admistration classifica Fort Myers como tendo um clima subtropical. Outros interpretam o clima como de savana tropical (segundo a classificação de Köppen).

## Demografia

### Censo 2010
Segundo o censo nacional de 2010, a sua população é de 62 298 habitantes e sua densidade populacional é de 601,94 hab/km². Possui 35 138 residências, que resulta em uma densidade de 339,51 residências/km².

### Censo 2000
Segundo o censo nacional de 2000, havia 65 729 pessoas, 19.107 agregados familiares, e 10.738 famílias que residem na cidade. A densidade da população era de 584,8/km2. Havia 21 836 moradias em uma densidade média de 264,9/km2 (686,1/mi2). A composição racial da cidade era 56,35% brancos, 33,39% americanos africanos, 0,38% nativos americanos, 0,98% asiáticos, 0,10% da ilhas do pacíficos, 5,69% de outras raças, e 3,11% de dois ou mais raças. Os hispânicos ou latinos de todas as raças eram 14,49% da população. Havia 19 107 agregados familiares do qual 28.9% tinham crianças com menos de 18 anos que viviam com eles, 32,3% eram casados vivendo juntos, 18,4% eram mulheres proprietárias solteiras e 43,8% eram não-famílias.